# Gymnopleurus aciculatus
Gymnopleurus aciculatus är en skalbaggsart som beskrevs av Friedrich-August von Gebler 1841. Gymnopleurus aciculatus ingår i släktet Gymnopleurus och familjen bladhorningar. Inga underarter finns listade i Catalogue of Life.